# بالیشیه
بالیشیه (به ترکی استانبولی: Balışeyh) یک منطقهٔ مسکونی در ترکیه است که در استان قرق‌قلعه واقع شده‌است. بالیشیه ۸۷۱ متر بالاتر از سطح دریا واقع شده‌است.